# Necmi Gençalp
Necmi Gençalp (Yozgat, 1º gennaio 1960) è un ex lottatore turco, specializzato nella lotta libera.

## Biografia
Ha rappresentato la Turchia ai Giochi olimpici estivi di Seul 1988, vincendo la medeglia d'argento nei pesi medi, alle spalle del sudcoreano Han Myung-Woo.

## Palmarès
- Giochi olimpici

Seul 1988: argento nei pesi medi;
- Europei

Ankara 1989: bronzo nei -82 kg;
- Giochi del Mediterraneo

Laodicea 1978: oro nei -82 kg;